# Gare de Bonneville
Gare de Bonneville – stacja kolejowa w Bonneville, w departamencie Górna Sabaudia, w regionie Owernia-Rodan-Alpy, we Francji. 
Została otwarta w 1890 przez Compagnie des chemins de fer de Paris à Lyon et à la Méditerranée (PLM). Jest stacją Société nationale des chemins de fer français (SNCF), obsługiwaną przez pociągi TER Rhône-Alpes. 

## Położenie
Znajduje się na wysokości 449 m n.p.m., na km 10,037 linii La Roche-sur-Foron – Saint-Gervais, pomiędzy stacjami La Roche-sur-Foron i Cluses.